# 두카트

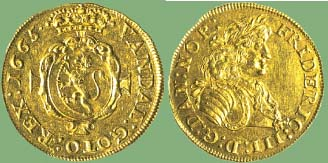
1665년 프레데리크 3세 시기의 두카트 금화

두카트(ducat)는 베네치아 공화국에서 처음 만들어져 1284년부터 제1차 세계 대전 이전까지 유럽 각국에서 통용된 금화 또는 은화 단위를 말한다. 1554년부터 1559년까지 발행된 베네치아 두카트는 체키노(Zecchino)라고 불리기도 했다.
시기별로 두카트의 다양한 종류들은 금속 함유량이나 구매력이 달랐다. 그 가운데 베네치아의 두카트 금화는 세계적으로 쓰였다.

## 초기

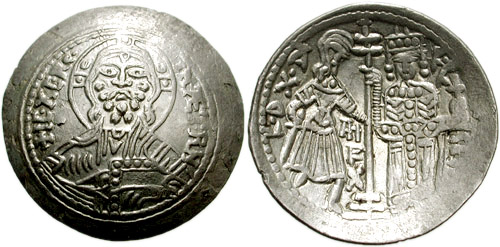
1140년경 시칠리아의 왕 루지에로 2세 시기의 두카트 은화

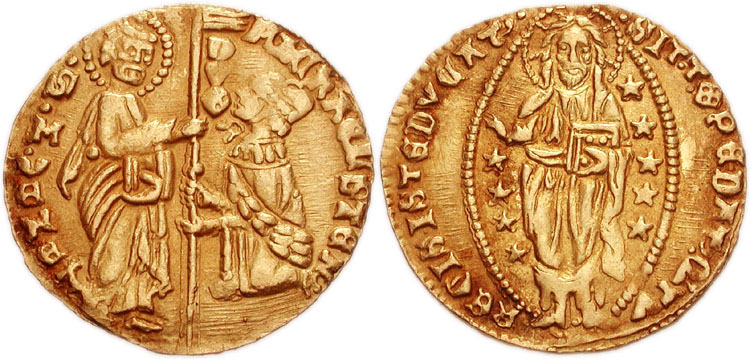
1400년경 베네치아 공화국의 도제 미켈레 스테노 시기의 두카트 금화

두카트(Ducat)라는 단어는 '공작령과 관련있는', '공작령의 동전'이라는 뜻의 중세 라틴어 두카투스(ducatus)에서 왔다.
1140년 시칠리아의 왕 루지에로 2세가 처음으로 두카트 은화를 발행했다. 은화에는 그리스도의 모습과 '그리스도님이시어 당신께서 다스리시는 이 공작령을 당신께 봉헌할 수 있게 해 주시옵소서(Sit tibi, Christe, datus, quem tu regis iste ducatus)'라는 문구를 새겨넣었다.
베네치아 공화국의 도제 엔리코 단돌로 역시 루지에로 2세의 두카트와 비슷한 은화를 발행했다. 나중에는 베네치아에서 금화 두카트가 더 중요해져서, 두카트는 금화를 이르는 말이 됐고 은화는 그로소라고 불렸다.

## 베네치아 두카트
13세기 베네치아의 상업은 동양으로부터 상품을 수입해 알프스산맥 북쪽에서 팔아서 이윤을 남기는 형태였다. 베네치아의 상인들은 비잔티움 제국의 금화 히페르피론으로 거래를 했지만, 비잔티움 제국의 황제 미카엘 8세가 시칠리아 만종 사건을 지원하면서 히페르피론의 가치를 떨어뜨렸고, 이어지는 히페르피론의 가치 저하로 인해 1284년에 베네치아 시의회는 자체적인 금화를 제작하기로 결정했다.
1252년에 피렌체와 제노바는 금화를 발행했으며 그 가운데 피렌체의 플로린은 유럽 각국에서 표준 금화로 쓰였다. 베네치아는 플로린에 기초해서 두카트를 발행했는데, 피렌체와 제노바의 무게 단위가 약간 달랐기 때문에 무게를 더 늘렸다. 베네치아 두카트는 순도 99.47%의 금 3.545g을 함유하고 있었다. 이 정도 순도는 당시의 야금 기술로 가장 높게 만들 수 있는 순도였다.
두카트 금화들은 궁극적으로는 비잔티움 제국에서 유래된 금화들이었다. 두카트에는 베네치아 공화국의 도제가 베네치아의 수호성인 복음사가 마르코에게 무릎을 꿇고있는 모습을 나타낸다. 복음사가 마르코는 복음서를 들고 있으며 도제에게 깃발을 주고 있다. 왼쪽에는 S M VENET(베네치아의 성 마르코)라고 적혀 있으며, 오른편에는 도제를 나타내는 문구가 있다. 반대편에는 별과 함께 서있는 그리스도가 있다.
베네치아 공화국의 도제들은 두카트를 계속 발행했으며 겉면에 새긴 도제들의 이름만 바꾸었다. 15세기에는 두카트 은화의 가치는 124베네치아 솔디로 정해졌다. 1567년에 영국과 스페인이 전쟁을 치르자 금값은 올랐고 두카트의 가치 또한 올랐다. 이 시기에 두카트는 '제카 두카트'라는 뜻의 두카토 데 체카(ducato de zecca), 줄여서 체키노(zecchino)로 불렸다. 베네치아 공화국의 도제 레오나르도 로레다노는 1/4두카트와 1/2두카트 주화를 발행했고, 그 뒤로 105두카트까지 발행했다. 이 주화들은 1284년에 처음 만들어진 두카트의 형태와 무게를 이어갔다. 서양 주화에서 날짜를 새기는 것이 흔해진 뒤에도 베네치아는 1797년에 나폴레옹 보나파르트가 멸망시킬 때까지 두카트에 날짜를 새기지 않았다.

## 베네치아 두카트의 모방
베네치아 두카트의 모방품들은 대부분 레반트 지역에서 만들어졌다. 1346년부터 1353년까지 성 요한 기사단은 기사단 총장 디외도네 드 고종과 함께 자체적인 두카트를 발행했으며, 그 뒤로 총장들은 오히려 베네치아 두카트를 더 정확하게 모방하는 것이 더 쉽다는 사실을 알아냈다. 제노바의 상인들은 히오스 섬에서 질이 낮은 두카트를 발행했다. 이 저급 두카트들은 주화의 순도를 높게 평가하던 베네치아에서 문제가 됐다. 제노바 상인들이 만든 두카트가 오늘날 드물게 남아있다는 점은 당시 베네치아에서 저급 두카트들을 녹였을 것이라는 추측을 남긴다.

## 헝가리 두카트

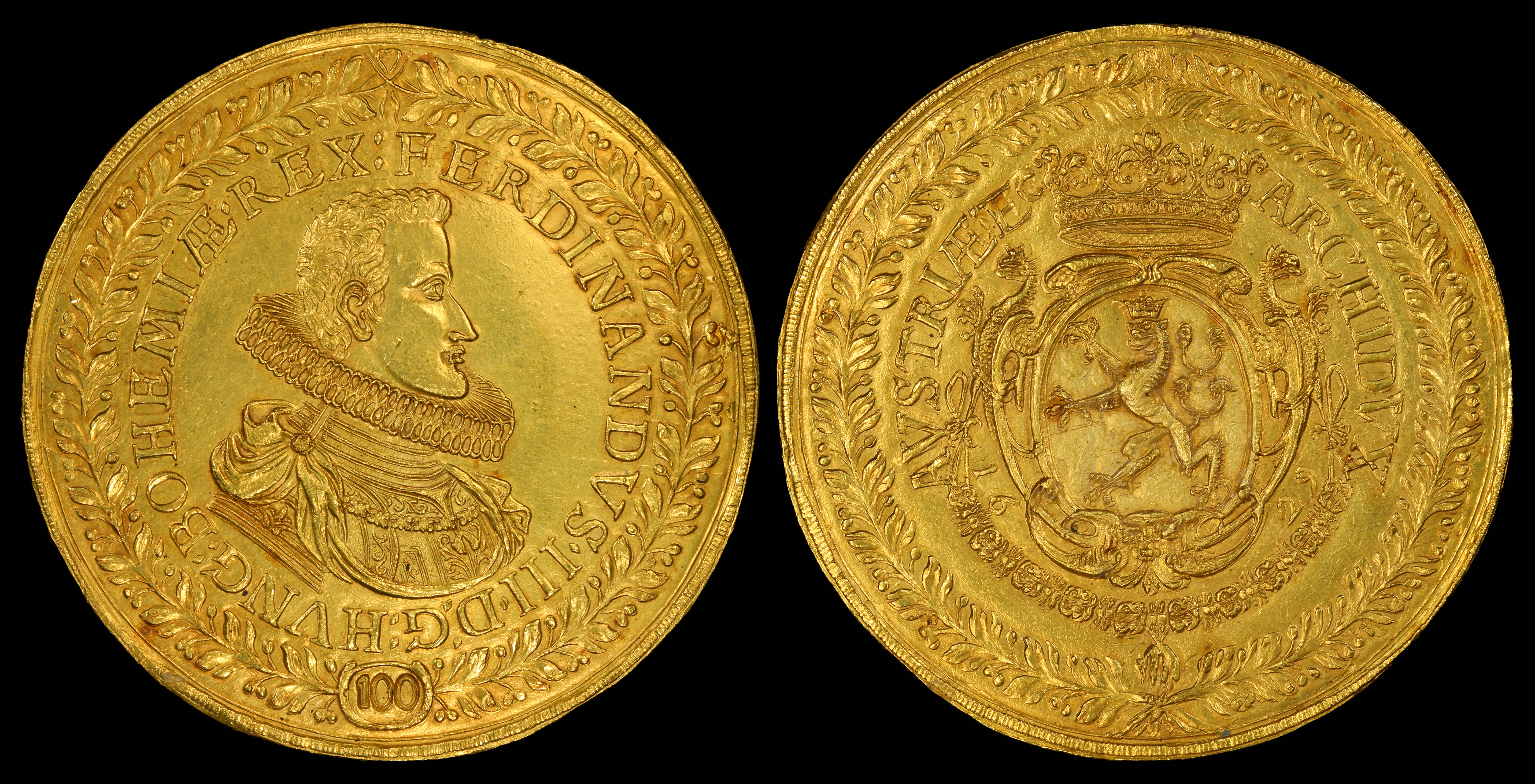
1629년 페르디난트 3세 시기의 100헝가리 두카트

서유럽에서 베네치아 상인들은 활발하게 경제 활동을 했지만 상품을 사는 것보다 많이 샀기 때문에 두카트는 플로린보다 덜 유통됐다. 1311년에 헝가리의 카로이 1세가 금화를 발행하기 시작했다. 15세기에 들어서자 순도가 높은 플로린 금화와 저급 모방품 사이에 품질 차이가 생겨 순도가 높은 금화를 두카트라고 부르고 저급 모방품을 굴덴이나 골드굴덴이라고 불렀다. 카를 5세는 이 차이를 알고 1524년에 베네치아 두캇을 신성 로마 제국에 유통시킬 때 굴덴보다 39% 더 높은 가치를 매겼다. 그의 뒤를 이은 페르디난트 1세는 1526년에 왕이 됐을 때 헝가리에 이 제도를 도입했고, 따라서 헝가리의 금화들은 두카트로 불리게 됐다. 헝가리 두카트의 순도는 유럽 전역에서 인정을 받았다.
헝가리는 계속해서 두카트를 순도 98.6%의 금 3.53133g으로 만들었다. 베네치아 두카트는 모양이 바뀌지 않았지만 헝가리 두카트는 뒷면의 문장이 빈번하게 바뀌었다. 1470년에 헝가리의 왕 마티아스 코르비누스는 문장을 성모 마리아로 바꾸었다. 헝가리는 1915년까지도 두카트를 발행했으며, 주로 무역 거래에서 쓰였다.

## 네덜란드 두카트

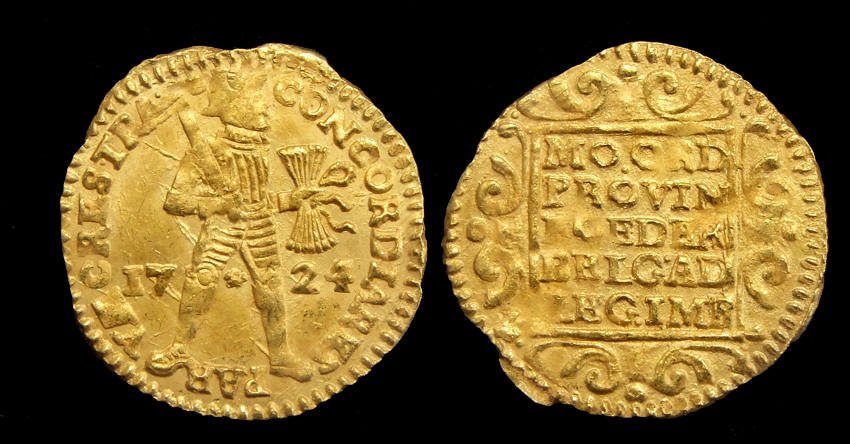
1724년 네덜란드 공화국의 두카트 금화

네덜란드 공화국이 스페인으로부터 반란을 일으킨 뒤에 네덜란드 공화국은 자체 주조권을 얻었으나 오랫동안 다른 지역의 주화를 모방해서 만들었다. 네덜란드 공화국은 헝가리 두카트도 모방했으며 이는 이후에 네덜란드 공화국의 화폐 주조에 영향을 미쳤다.

## 두카트의 확산
15세기에 들어서 서유럽의 상인들은 플로린보다 두카트를 더 선호했다. 각 지방의 통치자들이 화폐 개혁을 할 때 통치자들은 두카트를 주형으로 삼았다. 오늘날까지도 일부 나라의 조폐국들은 두카트를 본딴 주화를 발행하고 있다.

## 두카트 주전소
- 오스트리아
- 비잔티움 제국 - 베네치아 두카트 은화를 본딴 바실리콘을 발행했다.
- 크로아티아
  - 라구사 공화국
- 체코슬로바키아
- 체코 - 두카트 금화를 본딴 주화를 발행한다.
- 덴마크
- 1871년 이전의 독일과 신성 로마 제국
  - 아우크스부르크
  - 함부르크
  - 작센주
- 헝가리
- 이탈리아
  - 밀라노 공국
  - 교황령
  - 사보이 공국
  - 양시칠리아 왕국
  - 우르비노 공국
  - 베네치아 공화국
  - 제노바 공화국
- 네덜란드
- 폴란드
- 루마니아
  - 트란실바니아
  - 왈라키아 공국
- 러시아 - 네덜란드 두카트를 모방했다.
- 스코틀랜드
- 세르비아 왕국
- 스페인
- 스웨덴
- 스위스
- 유고슬라비아 왕국

## 같이 보기
- 금화
- 은화
- 플로린